# 小畑岩次郎
小畑 岩次郎（おばた いわじろう、1858年3月22日（安政5年2月8日） - 1936年（昭和11年）2月14日）は、明治から昭和初期の実業家、政治家。衆議院議員、福井県遠敷郡松永村長。

## 経歴
若狭国遠敷郡平野村（福井県遠敷郡平野村、松永村を経て現小浜市平野）で、小畑多四郎の長男として生まれた。1894年（明治27年）家督を相続した。漢学、算術を修めた。
1876年（明治9年）敦賀県属となり地租改正を担当し、滋賀県でも担って1881年（明治14年）に退官。若狭国敦賀郡人民総代となり復県の誓願を行う。福井県属となり勧業事務を担当し、養蚕、製糸、羽二重製造を奨励した。1890年（明治23年）農商務省に転じて大日本蚕糸会の設立に尽力し、同会幹事を務め、1894年（明治27年）に退官した。
1894年9月、第4回衆議院議員総選挙（福井県第4区、自由党）で当選し、衆議院議員に1期在任した。この間、敦賀港の拡張、小浜線の敷設に尽くした。1901年（明治34年）農商務技師兼生糸検査所技師となり翌年に退官。1904年（明治37年）松方幸次郎らと九州電気軌道（現西日本鉄道）の設立に参画し、同取締役を30余年務めた。
1922年（大正11年）から遠敷郡会議員、松永村長などを務めた。

## 国政選挙歴
- 第3回衆議院議員総選挙（福井県第4区、1894年3月、自由党）落選[7]
- 第4回衆議院議員総選挙（福井県第4区、1894年9月、自由党）当選[6]
- 第5回衆議院議員総選挙（福井県第4区、1898年3月、自由党）次点落選[6]
- 第6回衆議院議員総選挙（福井県第4区、1898年8月、自由党）次点落選[6]
- 第7回衆議院議員総選挙（福井県郡部、1902年8月、立憲政友会）落選[8]
- 第10回衆議院議員総選挙（福井県郡部、1908年5月、立憲政友会）落選[9]

## 親族
- 弟 河崎清（衆議院議員）[5][3]